# Чарльз, Ларри
Ларри Чарльз (англ. Larry Charles, родился 20 февраля 1956 г.) — американский писатель, режиссёр и продюсер. Он известен как автор сценария для американского комедийного сериала Seinfeld за первые 5 сезонов, являясь автором ряда самых «чернушных» и абсурдных сюжетных линий сериала. Известен как режиссёр фильмов Борат, Religulous, Бруно и Диктатор.

## Биография
Родился в Бруклине в еврейской семье, вырос в микрорайоне Трамп-Виллидж. Окончил среднюю школу Джона Дьюи, поступил в колледж при Ратгерском университете, но бросил его ради участия в комедийном конкурсе. Он стал писать в Нью-Йорке сатирические истории и порнографические новеллы для журналов, затем писал сценарии для Ларри Дэвида, использовавшиеся в шоу «Пятницы», которое шло с 1980 по 1982 годы, но после этого Чарльз долго время оставался без работы. В 1989 году по предложению Ларри Дэвида писал для телесериала «Сайнфельд». Его режиссёрским дебютом стал фильм «Шоу века» (фильм провалился в прокате). Следующий его фильм, «Борат», созданный в соавторстве и по сценарию Саши Барона Коэна, стал более успешным и при бюджете в 18 миллионов долларов получил в прокате более 261 миллиона долларов. Также Чарльз снимал эпизоды в сериале HBO «Умерь свой энтузиазм».

## Номинации
За «Худший выдуманный фильм» «Борат».

## Фильмография

### Фильмы
| Год  | Русское название    | Английское название  | Роль                |
| ---- | ------------------- | -------------------- | ------------------- |
| 2003 | Шоу века            | Masked and Anonymous | Режиссёр, сценарист |
| 2006 | Борат               | Borat                | Режиссёр            |
| 2008 | Religulous          | Religulous           | Режиссёр            |
| 2009 | Брӱно               | Brüno                | Режиссёр            |
| 2012 | Диктатор            | The Dictator         | Режиссёр            |
| 2016 | Миссия: Неадекватна | Army of One          | Режиссёр            |